# HD 126597
HD 126597，又名BD+39 2764，SAO 64137、HR 5402，是一颗恒星，视星等为6.27，位于銀經68.67，銀緯67.34，其B1900.0坐标为赤經14h 21m 24.2s，赤緯+38° 67.34′ 41″。